# Jacques Cancaret
Jacques Étienne Cancaret, né à Clessy (Saône-et-Loire) le 23 juin 1876 et mort à Chéry (Cher) le 17 novembre 1941, est un peintre français.

## Biographie
Élève de William Bouguereau, Gabriel Ferrier et Jean Laronze, il expose au Salon des artistes français et obtient en 1904 une médaille de 3e classe et en 1906, une médaille de 2e classe. Au Salon de 1929 où il est hors-concours, il montre les toiles Nu et Danseuse.